# Okrug Turčianske Teplice
Okrug Turčianske Teplice (slovački: Okres Turčianske Teplice) je okrug u središnjoj Slovačkoj u Žilinskome kraju. U okrugu živi 15 646 stanovnika, dok je gustoća naseljenosti 39,82 stan/km². Ukupna površina okruga je 392,86 km². Upravno središte okruga Turčianske Teplice je istoimeni grad Turčianske Teplice s 6069 stanovnika.

## Stanovništvo
| Godina:     | 1994.  | 2004.   | 2014.   | 2024.   |
| ----------- | ------ | ------- | ------- | ------- |
| Broj ljudi: | 16 951 | 16 710  | 16 204  | 15 646  |
| Razlika:    |        | −1,42 % | −3,02 % | −3,44 % |

| Godina:     | 2023.  | 2024.   |
| ----------- | ------ | ------- |
| Broj ljudi: | 15 753 | 15 646  |
| Razlika:    |        | −0,67 % |

## Gradovi
- Turčianske Teplice

## Općine
| - Abramová - Blažovce - Bodorová - Borcová - Brieštie - Budiš - Čremošné - Dubové - Háj | - Horná Štubňa - Ivančiná - Jasenovo - Jazernica - Kaľamenová - Liešno - Malý Čepčín - Moškovec - Mošovce | - Ondrašová - Rakša - Rudno - Sklené - Slovenské Pravno - Turček - Veľký Čepčín |

## Vanjske poveznice
- Internet stranica upravnog središta okruga

## Ostali projekti
|  | Zajednički poslužitelj ima još gradiva o temi Okrug Turčianske Teplice |